# La Morsure
La Morsure (en francès, La mossegada) és una pel·lícula fantàstica francesa dirigida per Romain de Saint-Blanquat i estrenada el 2023. Ha estat subtitulada al català.

## Argument
Dues adolescents de 17 anys, Françoise i Delphine, s'escapen de nit d'un col·legi de noies per tal d'anar a una festa de disfresses en una casa abandonada enmig del bosc. Françoise intenta fruir-ne al màxim perquè creu que és la seva última nit.

## Repartiment
- Léonie Dahan-Lamort : Françoise Bertho
- Lilith Grasmug : Delphine Rivière
- Maxime Rohart : Christophe
- Cyril Metzger : Daniel Lebrun
- Fred Blin : Maurice
- Vincent Bellée : Jean-Pierre
- Nathan Chapuis-Guntzburger : Alain
- Virginie Picard : madame Royer
- Jean Barrier : el pare Antoine
- Ludivine Anberrée : la germana
- Camille Roesch : le cowboy
- Sarah Viennot : la professora

## Recepció crítica
Per Samuel Douhaire de Télérama, « […] Françoise, la mística apassionada, és una filla del foc que Gérard de Nerval hauria adorat, el bosc es converteix en l'escenari d'un conte de fades gòtic on una bruixa moderna es troba amb un vampir amb cara de nen, i la posada en escena molt estilitzada multiplica els símbols morbosos com en un giallo de Dario Argento. El que sorgeix és una estranyesa poètica sovint seductora, que deu molt a la interpretació habitada de Léonie Dahan-Lamort, entre la pulsió de vida i la pulsió de mort. És difícil no pensar en una certa Isabelle Adjani i, més concretament, en la seva sorprenent actuació a Nosferatu: Phantom der Nacht, de Werner Herzog ».
Per a Thomas Desroches, la pel·lícula, rica en seqüències oníriques, evoca a vegades Mais ne nous délivrez pas du mal de Joël Séria.
El 2024, Romain de Saint-Blanquat cita el migmetratge Fantasmagorie (1963) de Patrice Molinard com una de les influències de La Morsure.